# Tuyên ngôn độc lập Kosovo thứ hai

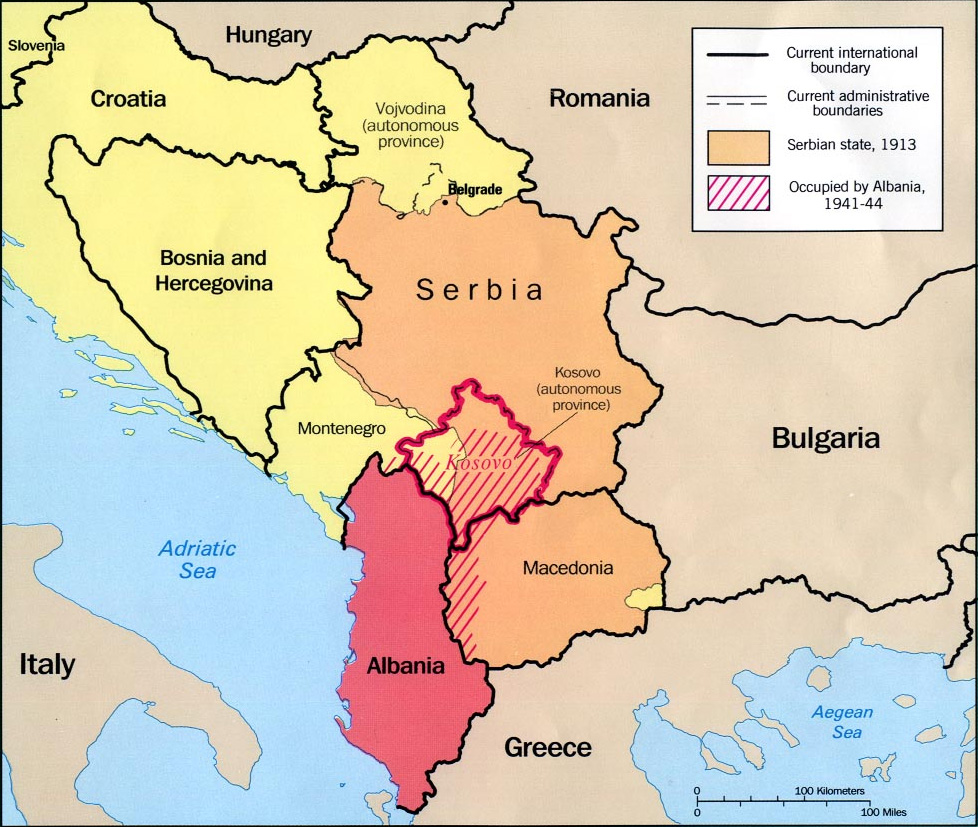
Kosovo từ 1913 đến 1992

Bản Tuyên ngôn độc lập Kosovo năm 2008 (tiếng Albania: Shpallja e Pavarësisë së Kosovës; tiếng Serbia: Декларација о независности Косова) là một bản hiến pháp của Cơ quan lập pháp Kosovo, được thông qua ngày 17 tháng 2 năm 2008 bởi số đại biểu đồng thuận (109 thành viên hiện tại), tuyên bố Kosovo độc lập từ Serbia.
Đây là bản tuyên ngôn độc lập thứ hai của chính trị Kosovo của tỉnh có đa số người Albania khỏi đất mẹ Serbia, bản tuyên ngôn thứ nhất đã được tuyên bố ngày 7 tháng 9 năm 1990.
Serbia dự định yêu cầu quốc tế xác nhận và hỗ trợ cho lập trường của mình rằng Tuyên ngôn độc lập Kosovo năm 2008 là "bất hợp pháp" tại Tòa án Quốc tế vì Công lý, sau khi Đại hội đồng Liên Hợp Quốc ở Tòa án Quốc tế Tư pháp, sau khi Liên Hợp Quốc hội phê duyệt đề nghị của Serbia tháng 10 năm 2008 để yêu cầu một tư vấn cho ý kiến của Tòa án Quốc tế vì Công lý về vấn đề.
Bản tuyên bố độc lập chỉ mang tính biểu trưng bởi Kosovo đã khá độc lập với Beograd từ năm 1999 nhưng đặt dấu chấm hết cho sự phân chia Liên bang Nam Tư và mở ra một thời kỳ bất ổn mới ở Balkan.